# Kabinett Ólafur Thors II

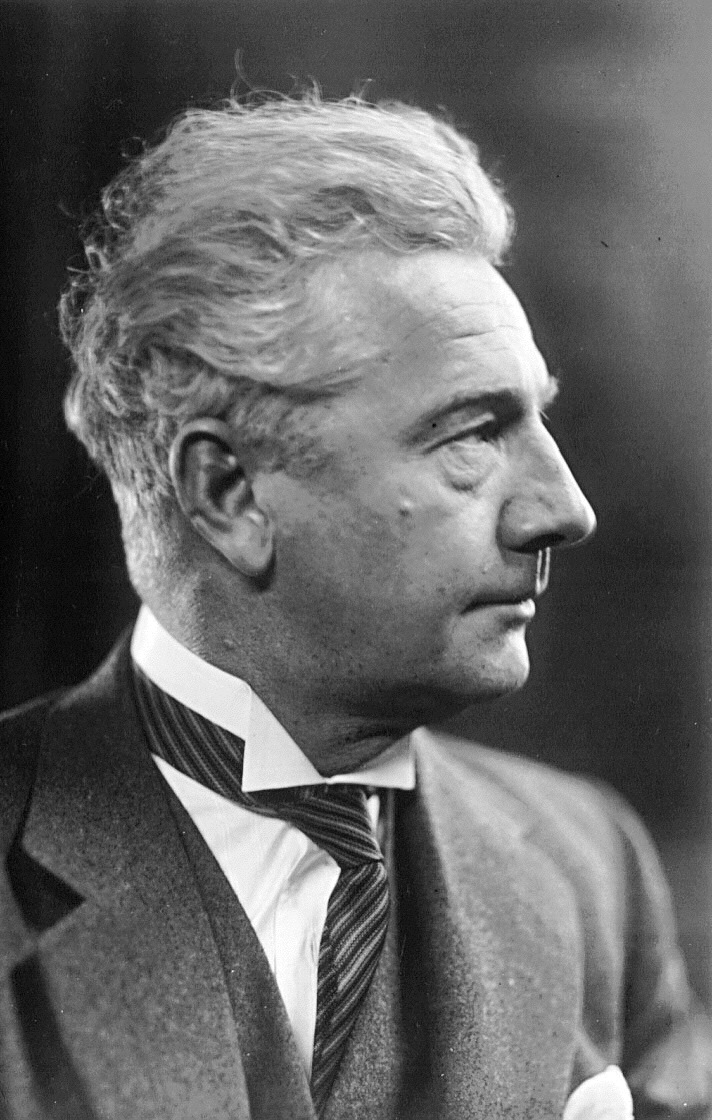
Ólafur Thors war von Mai bis Dezember 1942, 1944 bis 1947, 1949 bis 1950, 1953 bis 1956 sowie zuletzt 1959 bis 1963 Premierminister von Island

Das Kabinett Ólafur Thors II war eine Regierung der am 17. Juni 1944 ausgerufenen Demokratischen Republik Island (isländisch Lýðveldið Ísland). Es wurde am 21. Oktober 1944 gebildet und löste das Kabinett Björn Þórðarson ab. Es blieb bis zum 4. Februar 1947 im Amt, woraufhin es vom Kabinett Stefán Jóhann Stefánsson abgelöst wurde. 
Dem Kabinett gehörten Mitglieder der Unabhängigkeitspartei (Sjálfstæðisflokkurinn), der Sozialistischen Partei (Sósíalistaflokkurinn) sowie der Sozialdemokratischen Partei Islands (Alþýðuflokkurinn) an.

## Regierungsmitglieder
| Amt                                  | Amtsinhaber          | Beginn der Amtszeit | Ende der Amtszeit |
| ------------------------------------ | -------------------- | ------------------- | ----------------- |
| Premierminister                      | Ólafur Thors         | 21. Oktober 1944    | 4. Februar 1947   |
| Außenminister                        | Ólafur Thors         | 21. Oktober 1944    | 4. Februar 1947   |
| Arbeitsminister                      | Áki Jakobsson        | 21. Oktober 1944    | 4. Februar 1944   |
| Bildungsminister                     | Brynjólfur Bjarnason | 21. Oktober 1944    | 4. Februar 1947   |
| Kommunikationsminister               | Emil Jónsson         | 21. Oktober 1944    | 4. Februar 1947   |
| Justizminister                       | Finnur Jónsson       | 21. Oktober 1944    | 4. Februar 1947   |
| Minister für Finanzen und Wirtschaft | Pétur Magnússon      | 21. Oktober 1944    | 4. Februar 1947   |